# Release the Spyce
Release the Spyce (リリース ザ スパイス?, Rirīsu za Supaisu) è una serie televisiva anime creata da Sorasaki F., Takahiro e Namori, prodotta da ASCII Media Works e animata presso lo studio Lay-duce. La serie è stata trasmessa in Giappone dal 7 ottobre al 23 dicembre 2018 su MBS e ha ispirato un manga e una serial novel editi da ASCII Media Works.

## Trama
La serie segue le vicende delle Tsukikage, un gruppo di ragazze spie liceali che ottiene la propria forza dalle spezie e combatte segretamente contro il crimine con l'intento di proteggere la città di Sorasaki. Momo Minamoto, una ragazza dai sensi più fini e dalla buona abilità deduttiva, viene reclutata per renderla un membro di Tsukikage e allenarsi sotto le direttive della compagna Yuki Hanzōmon. Insieme, le Tsukikage combattono contro la malvagia organizzazione antagonista, Moryo.

## Personaggi

### Tsukikage
Momo Minamoto (源 モモ?, Minamoto Momo) / Momochi (百地?)
Doppiata da Yukari Anzai
È una studentessa del secondo anno presso la scuola superiore Sorasaki che desidera proteggere la propria città natale come ha fatto suo padre in qualità di ufficiale di polizia. È dotata di una vista potente, di un forte senso olfattivo e può identificare le condizioni fisiche di una persona semplicemente con una leccata.
Yuki Hanzōmon (半蔵門 雪?, Hanzōmon Yuki) / Hanzō (半蔵?)
Doppiata da Manami Numakura
Rappresentante delle Tsukikage, Yuki è una studentessa del terzo anno presso la stessa scuola di Momo e viene incaricata di addestrarla. Ha perso il proprio occhio destro durante una missione due anni prima degli eventi narrati nella serie. È un'abile spadaccina.
Mei Yachiyo (八千代 命?, Yachiyo Mei) / Chiyome (千代女?)
Doppiata da Aya Suzaki
Una studentessa del secondo anno in classe con Momo, Mei è un'allegra spia Tsukikage incaricata di allenare Fū. Suona la chitarra e tiene esibizioni musicali in strada per raccogliere informazioni. Si rivela essere in seguito un membro sotto copertura di Moryo, alla quale ha passato informazioni relative a Tsukikage, tradendo le proprie compagne. Tuttavia, tale gesto è in realtà una tattica portata avanti per ottenere la fiducia di Moryo e aiutare Tsukikage a trovare dati utili sugli antagonisti.
Fū Sagami (相模 楓?, Sagami Fū) / Fūma (風魔?)
Doppiata da Akane Fujita
Fū è una studentessa del primo anno, allieva di Mei, si dimostra essere gelosa di chiunque si avvicini troppo a lei, lavora presso un maid café. In battaglia usa gli shuriken ed è un'esperta nei travestimenti
Hatsume Aoba (青葉 初芽?, Aoba Hatsume) / Tsubone (局?)
Doppiata da Aya Uchida
Amica d'infanzia di Yuki e insegnante di Goe, Hatsume è la responsabile per lo sviluppo di molteplici dispositivi utilizzate dalle ragazze di Tsukikage durante le loro missioni, nonché esperta informatica della squadra, in battaglia usa una lancia.
Goe Ishikawa (石川 五恵?, Ishikawa Goe) / Goemon (五右衛門?)
Doppiata da Yuri Noguchi
Goe è una compagna di classe di Momo e allieva di Hatsume. Le piacciono gli animali e i peluche. Svolge il ruolo di cecchino ed è la ragazza più forte del gruppo
Katrina Toby (カトリーナ・トビー?, Katorīna Tobī)
Doppiata da Mikako Komatsu
Lavorante presso un negozio di curry che funge da copertura per il nascondiglio segreto di Tsukikage, Katrina è una ex spia di Tsukikage che si è ritirata dopo essere diventata troppo vecchia per poter far ancora uso delle spezie, è abile con le armi da fuoco.

### Moryo
Kurara Tendō (天堂 久良羅?, Tendō Kurara) / Bunchō no onna (文鳥の女? lett. "Donna passero di Giava")
Doppiata da Shizuka Itō
Capo dell'organizzazione malvagia Moryo, consegna ai mercenari bevande gelatinose per dar loro energia e cancellare i loro ricordi nel caso in cui falliscano la propria missione.
Theresia Ray (テレジア・レイ?, Tereshia Rei)
Doppiata da Risa Taneda
Theresia è una ragazza dai capelli argentei che è stata rapita e venduta a Moryo da bambina. Un tempo amica di Hatsume che era stata rapita insieme a lei, ritiene che l'abbia abbandonata essendo stata l'unica delle due ad esser stata salvata.
Byakko (白虎?)
Doppiata da Aina Suzuki
Byakko è una ragazza dotata di grande forza nonostante le sue sembianze piuttosto bambinesche. Dopo esser stata catturata da Tsukikage, i suoi ricordi sono stati cancellati e inizia così a lavorare nel nascondiglio.
Dolte (ドルテ?, Dorute)
Doppiata da Saori Hayami
Una mercenaria muscolosa lavorante per Moryo che se si potenzia diventa impassibile al dolore e può rintracciare chiunque dal suo odore.

## Media

### Manga e pubblicazioni
Una serie manga ispirata all'anime, intitolata Release the Spyce: Naisho no mission (RELEASE THE SPYCE ないしょのミッション?, Release the Spyce: Naisho no misshon) e disegnata dall'artista Meia Mitsuki, è stata serializzata a partire dal numero di marzo 2018 della rivista Dengeki G's Comic, uscito il 30 gennaio 2018. Un romanzo a puntate intitolato Release the Spyce: Golden Genesis è stato pubblicato sul numero di marzo 2018 del periodico Dengeki G's Novel, appendice di Dengeki G's Magazine, pubblicato il 27 febbraio 2018.

### Anime
La serie è composta da 12 episodi diretti dal regista Yō Satō. Takahiro è accreditato come compositore della serie, mentre il design originale dei personaggi è a cura di Namori. Animato presso lo studio Lay-duce, l'anime è stato trasmesso in Giappone a partire dal 7 ottobre 2018, per poi concludersi il 23 dicembre dello stesso anno. Come sigle di apertura e chiusura sono stati utilizzati rispettivamente i brani "Supatto! Spy & Spice" (スパッと！スパイ&スパイス?, Supatto! Supai ando Supaisu) e "Hide & Seek", entrambe interpretati dalle doppiatrici delle Tsukikage (Yukari Anzai, Manami Numakura, Aya Suzaki, Akane Fujita, Aya Uchida e Yuri Noguchi), accreditate con i loro rispettivi ruoli. La serie è stata licenziata da Sentai Filmworks e pubblicata via streaming sulla piattaforma Hidive con sottotitoli in inglese per il pubblico anglofono.

#### Episodi
| Nº | Titolo italiano (traduzione letterale) Giapponese 「Kanji」 - Rōmaji   | In onda          | In onda |
| Nº | Titolo italiano (traduzione letterale) Giapponese 「Kanji」 - Rōmaji   | Giapponese       |         |
| 1  | Spiriti dorati 「ゴールデンスピリッツ」 - Gōruden Supirittsu           | 7 ottobre 2018   |         |
| 2  | La prima sfida 「第1の挑戦」 - Dai ichi no chōsen                      | 14 ottobre 2018  |         |
| 3  | Moryo 「モウリョウ」 - Mōryō                                           | 21 ottobre 2018  |         |
| 4  | Mai dire mai insieme 「Never Say Never Together」                      | 28 ottobre 2018  |         |
| 5  | Protocollo fantasma 「Phantom Protocol」                               | 4 novembre 2018  |         |
| 6  | Le ricompense dell'amicizia 「友達の報酬」 - Tomodachi no hōshū        | 11 novembre 2018 |         |
| 7  | Da Hatsume con amore 「初芽より愛をこめて」 - Hatsume yori ai o komete | 18 novembre 2018 |         |
| 8  | Intelligence sull'organizzazione N 「N機関情報」 - N kikan jōhō        | 25 novembre 2018 |         |
| 9  | Gruppo del destino 「ディスティニー・サークル」 - Disutinī Sākuru      | 2 dicembre 2018  |         |
| 10 | Nessuna risposta da Sorasaki 「ソラサキ応答無し」 - Sorasaki ōtō nashi | 9 dicembre 2018  |         |
| 11 | Operazione Gekkakō 「ゲッカコウ作戦」 - Gekkakō sakusen                | 16 dicembre 2018 |         |
| 12 | Tsukikage è per sempre 「ツキカゲは永遠に」 - Tsukikage wa eien ni     | 23 dicembre 2018 |         |

Gli episodi sono pubblicati in DVD/BD per il mercato home video giapponese dal 19 dicembre 2018 al 15 maggio 2019
| Volume | Episodi | Data di pubblicazione |
| ------ | ------- | --------------------- |
| 1      | 1–2     | 19 dicembre 2018      |
| 2      | 3–4     | 16 gennaio 2019       |
| 3      | 5–6     | 20 febbraio 2019      |
| 4      | 7–8     | 20 marzo 2019         |
| 5      | 9–10    | 17 aprile 2019        |
| 6      | 11–12   | 15 maggio 2019        |

### Videogiochi
Un videogioco per smartphone intitolato Release the Spyce: secret fragrance e sviluppato da AltPlus e TriFort verrà pubblicato per il Giappone a metà febbraio 2019.

### Annotazioni al testo
1. ↑  La serie è indicato nella programmazione delle reti TV e sul sito ufficiale con orario relativo al JST. Secondo tale sistema, il primo episodio è andato in onda alle ore 26:38 del 6 ottobre, mentre secondo il sistema internazionale è stato trasmesso alle ore 02:38 del 7 ottobre.

### Fonti
1. 1 2 3 4 5 6 7  (EN) Yuki Yuna's Takahiro, Yuruyuri's Namori Work on Release the Spyce Original Anime, su animenewsnetwork.com, Anime News Network, 29 gennaio 2018. URL consultato il 5 gennaio 2019.
2. 1 2 3 4 5  (EN) Release the Spyce Anime Reveals Additional Cast, Theme Song Artists, su animenewsnetwork.com, Anime News Network, 22 agosto 2018. URL consultato il 5 gennaio 2019.
3. ↑  (EN) Girl in Twilight, Release the Spyce, Gakuen Basara Anime Each Listed With 12 Episodes, su animenewsnetwork.com, Anime News Network, 9 ottobre 2018. URL consultato il 5 gennaio 2019.
4. ↑  (EN) Release the Spyce Original Anime's 2nd Promo Video Streamed, su animenewsnetwork.com, Anime News Network, 10 agosto 2018. URL consultato il 5 gennaio 2019.
5. ↑  (EN) Sentai Filmworks Licenses Release the Spyce Anime, su animenewsnetwork.com, Anime News Network, 28 settembre 2018.
6. ↑  (JA) ゴールデンスピリッツ, su Release the Spyce Official Site, Sorasaki.F. URL consultato l'11 ottobre 2018 (archiviato dall'url originale l'11 ottobre 2018).
7. ↑  (JA) 第1の挑戦, su Release the Spyce Official Site, Sorasaki.F. URL consultato l'11 ottobre 2018 (archiviato dall'url originale l'11 ottobre 2018).
8. ↑  (EN, JA) DVD, RELEASE THE SPYCE Vol.1, su CDJapan.co.jp. URL consultato il 5 gennaio 2019.
9. ↑  (EN, JA) Blu-ray, RELEASE THE SPYCE Vol.1, su CDJapan.co.jp. URL consultato il 5 gennaio 2019.
10. ↑  (EN, JA) DVD, RELEASE THE SPYCE Vol.6, su CDJapan.co.jp. URL consultato il 5 gennaio 2019.
11. ↑  (EN, JA) Blu-ray, RELEASE THE SPYCE Vol.6, su CDJapan.co.jp. URL consultato il 5 gennaio 2019.
12. ↑  (JA) 「RELEASE THE SPYCE」第1巻, su releasethespyce.jp. URL consultato il 5 gennaio 2019 (archiviato dall'url originale il 6 gennaio 2019).
13. ↑  (JA) 「RELEASE THE SPYCE」第2巻, su releasethespyce.jp. URL consultato il 5 gennaio 2019 (archiviato dall'url originale il 6 gennaio 2019).
14. ↑  (JA) 「RELEASE THE SPYCE」第3巻, su releasethespyce.jp. URL consultato il 5 gennaio 2019 (archiviato dall'url originale il 6 gennaio 2019).
15. ↑  (JA) 「RELEASE THE SPYCE」第4巻, su releasethespyce.jp. URL consultato il 5 gennaio 2019 (archiviato dall'url originale il 6 gennaio 2019).
16. ↑  (JA) 「RELEASE THE SPYCE」第5巻, su releasethespyce.jp. URL consultato il 5 gennaio 2019 (archiviato dall'url originale il 6 gennaio 2019).
17. ↑  (JA) 「RELEASE THE SPYCE」第6巻, su releasethespyce.jp. URL consultato il 5 gennaio 2019 (archiviato dall'url originale il 6 gennaio 2019).
18. ↑  (EN) Crystalyn Hodgkins, Release the Spyce Smartphone Game Launches in Mid-February, su animenewsnetwork.com, Anime News Network, 4 febbraio 2019. URL consultato il 4 febbraio 2019.